# Jan Masaryk
Jan Garrigue Masaryk (14 de setembro de 1886 - 10 de março de 1948) foi um diplomata e político checoslovaco, conhecido por ser Ministro das Relações Exteriores da Checoslováquia no governo checoslovaco no exílio durante a Segunda Guerra Mundial e uma figura pública proeminente após a guerra. 
Filho do primeiro presidente do país, Tomáš Masaryk , participou do governo de união nacional ano pós-guerra; sendo encontrado morto em Praga em março de 1948 (o comunista Klement Gottwald, apoiado pela União Soviética de Josef Stalin, havia tomado o poder por um golpe de Estado em fevereiro de 1948). A polícia concluiu como suicídio, enquanto muitos creem em um assassinato político. 
Sua morte abriu o caminho para o controle do país pelo Partido Comunista da Checoslováquia
O jornalista estadunidense John Gunther descreveu Masaryk como "um homem corajoso, honesto, turbulento e impulsivo".